# Port lotniczy Witebsk Wostoczny
Port lotniczy Witebsk-Wostoczny – port lotniczy położony w 12 kilometrów na południowy wschód od Witebska w obwodzie witebskim. Jest jednym z największych portów lotniczych na Białorusi.
Port lotniczy w Witebsku jest obecnie najbliższym Smoleńska i Katynia spośród lotnisk w pełni przystosowanych do ruchu cywilnego. Z tego względu jest używany m.in. przez osoby i delegacje zmierzające na miejsce katastrofy samolotu prezydenckiego z kwietnia 2010 roku. Aby tam dotrzeć, po wylądowaniu w Witebsku należy pokonać jeszcze ok. 120 km, przekraczając po drodze granicę białorusko-rosyjską.